# Fang Fang

Fang Fang

Fāng Fāng, 方方, (* 1955 in Nanjing) ist eine chinesische Schriftstellerin.

## Biographie
Im Alter von zwei Jahren zog Fang Fang mit ihrer Familie nach Wuhan, wo sie bis heute lebt. Nach dem Abitur 1974 arbeitete sie vier Jahre lang als Verladearbeiterin. Ihr literarisches Schaffen hat im Jahre 1975 seinen Ursprung. Als 1978 zwei Jahre nach Ende der Kulturrevolution auch die Hochschulen ihre Tore wieder öffneten, trat sie in die Wuhan-Universität ein, wo sie bis 1982 chinesische Literatur studierte. Nach dem Abschluss ihres Studiums wurde sie der Abteilung für Fernsehserien der Fernsehstation der Provinz Hubei als Redakteurin zugeteilt. Sie schrieb aber nicht nur Drehbücher für TV-Serien, sondern veröffentlichte auch noch im selben Jahr ihren ersten Roman Auf dem großen Transportwagen (大篷车上 Dà péngchē shàng). Mit der 1987 erschienenen Erzählung Aussicht (风景 Fēngjǐng) gelang ihr der Durchbruch: 1989 erhielt sie dafür den „Nationalen Preis für herausragende Romane“ (全国中篇小说优秀作品奖 Quánguó zhōngbiān xiǎoshuō yōuxiù zuòpǐn jiǎng). Diese Erzählung gilt als eines der ersten Werke der damals in China neu aufkommenden Gattung des Neorealismus (新写实主义 xīn xiěshí zhǔyì).
1988 heiratete Fang Fang und brachte ein Jahr später eine Tochter zur Welt. Nach elf Jahren Ehe ließ sie sich 1999 wieder scheiden. Zu Beginn des neuen Jahrtausends war sie auch einige Zeit lang als Chefredakteurin des Magazins Persönlichkeiten von heute (今日名流杂志 Jīnrì míngliú zázhì) tätig.

## Das Wuhan-Tagebuch
2020 erscheint zunächst in den sozialen Netzwerken ihr Wuhan Diary, ein Tagebuch über die Ereignisse während der Quarantäne in der am härtesten von der COVID-19-Pandemie betroffenen Millionenmetropole Wuhan in der chinesischen Provinz Hubei. Fang Fang beginnt ihre Einträge am 25. Januar 2020, zwei Tage nach Abriegelung der Stadt Wuhan und beendet sie mit dem 60. Eintrag am 24. März, dem Tag der Aufhebung der Sperrung für die Provinz Hubei. Die Sperrung der Stadt Wuhan endete erst am 8. April. Ihr Blog war ursprünglich beim Anbieter Sino Weibo lokalisiert, nach mehreren Sperrungen wechselte sie jedoch zu anderen, nicht näher benannten Diensten, wo ebenfalls immer wieder einzelne Beiträge gelöscht wurden. Bei ihren Informationen bezieht sich Fang Fang meistens auf einen befreundeten Arzt, erläutert aber: 
Wenn ich von einem “befreundeten Arzt” schreibe, so sollte klar sein, dass es sich um mehr als eine Person handelt. (Eintrag vom 16.2., S. 105)
In ihren Beiträgen schildert sie das Leben unter der zweimonatigen totalen Quarantäne und die Mühen, die es bereitet, die tägliche Lebensmittelversorgung sicherzustellen. Immer wieder lobt sie die Organisation durch die lokalen Institutionen und die Hilfsbereitschaft von Freunden und Nachbarn. Sie stellt aber auch die Frage nach der Verantwortung für die Misere, wobei sie in erster Linie die lokalen und regionalen Behörden, aber auch den Parteisekretär und den Leiter des Wuhaner Zentralkrankenhauses in der Verantwortung sieht, denn dort seien vier Ärzte gestorben und mehr als 200 Mitarbeiter erkrankt. (Eintrag vom 9.3., S. 235)

Ihr Resümee in dieser Frage ist ernüchternd:
Aber ich möchte doch daran festhalten, dass in der Frage der Verfolgung von Verantwortung quer durch alle Schichten ein Konsens besteht. Es muss geschehen. [...] Eigentlich müssten, wenn es mit rechten Dingen zuginge, zumindest ein paar derer, die in die Sache verwickelt sind, längst von sich aus zurücktreten. Selbst bei SARS war das damals der Fall. Aber hier in Hubei immer noch kein Einziger! Bewundernswert! Das Spaßige an der Sache ist: Früher haben sie sich gegenseitig die Verantwortung zugeschoben, die Beamten den Experten, die Experten den Beamten. Jetzt sind sich alle einig: Die gesamte Verantwortung kann man den Amerikanern in die Schuhe schieben. (Eintrag vom 23.3., S. 329)
Das Wuhan Diary ist eine Bestandsaufnahme der Verluste, ein Dokument der Orientierungslosigkeit. Der Zeitzeugen-Bericht von Fang Fang behandelt die inoffizielle Tauschwirtschaft um die Atemmasken (Gastgeschenke, Bestechungsmittel), die Ausblendung der Pandemie in den chinesischen Medien und das veränderte Raumgefühl, das Zusammenrücken der Menschen auf der Erde angesichts einer Katastrophe.
Die Posts auf ihrem Blog wurden zwar meist innerhalb von etwa einer Stunde durch die Zensur entfernt, aber trotzdem millionenfach in China und im Ausland geteilt, da sie schon vor Beginn der Tagebucheinträge 3,5 Millionen Follower hatte. Während neben den Posts auch unterstützende Kommentare gelöscht wurden, blieben Beleidigungen Fang Fangs erhalten. Als die beiden Verlage Harper und Collins und Hoffmann und Campe die Veröffentlichung des Tagebuchs in englischer bzw. deutscher Buchform ankündigten, wendet sich die Stimmung gegen sie und sie wird als „Verräterin“ und „Marionette des Westens“ bezeichnet. Die Tatsache, dass zunächst auch 10 chinesische Verlage Angebote zur Herausgabe des Tagebuchs in Buchform gemacht hatten, diese aber angesichts der Stimmung gegen die Autorin nicht aufrechterhielten, zeugt von dem immensen innenpolitischen und gesellschaftlichen Druck, den die Kommunistische Partei aufzubauen vermag.

## Auszeichnungen
Für ihr Buch Weiches Begräbnis wurde sie mit dem Lu-Yao-Preis ausgezeichnet.
2020 wurde sie auf die Liste der 100 Women der BBC aufgenommen.

## Werke
- Wuhan Diary: Tagebuch aus einer gesperrten Stadt. Übersetzer: Michael Kahn-Ackermann, Verlag Hoffmann und Campe, HH, 2020. 352 Seiten. ISBN 978-3-455-01039-8. Auch als E-Book.
- Weiches Begräbnis, Verlag Hoffmann und Campe, Hamburg, 2021, Übersetzer: Michael Kahn-Ackermann, ISBN 978-3-455-01103-6
- Wütendes Feuer, Verlag Hoffmann und Campe, Hamburg, 2022, Übersetzer: Michael Kahn-Ackermann, ISBN 978-3-455-01384-9
- Glänzende Aussicht, Verlag Hoffmann und Campe, Hamburg, 2024, Übersetzer: Michael Kahn-Ackermann, ISBN 978-3-455-01678-9

Soweit bislang keine deutschsprachigen Übersetzungen erschienen sind, empfiehlt sich ein Blick nach Frankreich, wo weitere Werke aus der Feder Fang Fangs erhältlich sind:
- Une vue splendide, (trad. par Dany Filion), Philippe Picquier, 1995 (Picquier poche). (风景 Fēngjǐng; Aussicht)
- Soleil du crépuscule, (trad. par Geneviève Imbot-Bichet et Yu Hua), Stock, 1999. (落日 Luòrì; Untergehende Sonne)
- Début fatal, (trad. par Geneviève Imbot-Bichet), Stock, 2001. (我的开始就是我的结束 Wǒde kāishǐ jiù shì wǒde jié shù; Mein Anfang ist auch mein Ende)